# Mohamed Hamony
Mohamed Zine El Abidine Hamony (Casablanca, Marruecos, 5 de agosto de 2006) es un futbolista marroquí que juega de delantero en el Girona F. C. "B" de la Tercera Federación.

## Primeros años
Nacido en Casablanca, llegó a Rouen, Francia, a la edad de once años. Pasó dos años en Rouen antes de pasar una temporada en el QRM. Llegó al Le Havre A. C. con 13 años.

## Trayectoria
En el Le Havre A. C. formó parte de su equipo sub-17 que alcanzó las semifinales del campeonato de Francia sub-17. Firmó un contrato profesional con el club en mayo de 2023. Al parecer, sus actuaciones en la Copa Mundial de Fútbol Sub-17 de 2023 hicieron que varios clubes de primera división de toda Europa siguieran de cerca su juego.

## Selección nacional
En abril de 2023 fue seleccionado para representar a la selección nacional de fútbol sub-17 de Marruecos en la Copa Africana de Naciones Sub-17 celebrada en Argelia. Su equipo alcanzó la final del torneo.
En octubre de 2023 debutó con la selección sub-18 de Marruecos contra la sub-18 de Inglaterra. Ese mismo mes fue seleccionado para la selección sub-17 de Marruecos para la Copa Mundial de Fútbol Sub-17 de 2023. Recibió elogios por su actuación con la selección sub-17 de Marruecos en Indonesia. Fue elegido mejor jugador del partido cuando su equipo alcanzó los últimos puestos del torneo.

## Estilo de juego
Se le describe como extremo izquierdo. En la Copa Mundial de Fútbol Sub-17 de 2023 terminó la fase de grupos con el segundo mayor número de regates acertados por partido (4.3) hermanados con un porcentaje de acierto del 76%.

## Vida personal
Su madre es marroquí y su padre de Guadalupe.

## Estadísticas

### Clubes
Actualizado al último partido disputado el 3 de noviembre de 2024.
| Club                      | Div.          | Temporada     | Liga  | Liga  | Liga   | Copas nacionales | Copas nacionales | Copas nacionales | Copas internacionales | Copas internacionales | Copas internacionales | Total | Total | Total  |
| Club                      | Div.          | Temporada     | Part. | Goles | Asist. | Part.            | Goles            | Asist.           | Part.                 | Goles                 | Asist.                | Part. | Goles | Asist. |
| ------------------------- | ------------- | ------------- | ----- | ----- | ------ | ---------------- | ---------------- | ---------------- | --------------------- | --------------------- | --------------------- | ----- | ----- | ------ |
| Le Havre A. C. II Francia | 4.ª           | 2023-24       | 2     | 0     | 0      | —                | —                | —                | ―                     | ―                     | ―                     | 2     | 0     | 0      |
| Le Havre A. C. II Francia | Total club    | Total club    | 2     | 0     | 0      | 0                | 0                | 0                | 0                     | 0                     | 0                     | 2     | 0     | 0      |
| Girona F. C. "B" · España | 3.ª F         | 2024-25       | 7     | 1     | 0      | —                | —                | —                | ―                     | ―                     | ―                     | 7     | 1     | 0      |
| Girona F. C. "B" · España | Total club    | Total club    | 7     | 1     | 0      | 0                | 0                | 0                | 0                     | 0                     | 0                     | 7     | 1     | 0      |
| Total carrera             | Total carrera | Total carrera | 9     | 1     | 0      | 0                | 0                | 0                | 0                     | 0                     | 0                     | 9     | 1     | 0      |